# بیرگیت فیشر
بیرگیت فیشر ورزشکار زن رشتهٔ قایق‌رانی اهل کشور آلمان است. وی در بین سال‌های ‎۱۹۸۰ تا ۲۰۰۴ میلادی در مسابقات بازی‌های المپیک تابستانی در مجموع ۱۲ مدال، شامل ۸ مدال طلا، ۴ نقره و ۰ برنز را کسب کرد.